# 埃库昂
埃库昂（法語：Écouen，法語發音：[ekwɑ̃] ⓘ）是法国法兰西岛大区瓦兹河谷省的一个市镇，属于萨塞勒区。

## 地理
埃库昂（49°1'7"N, 2°22'52"E）面积7.59 平方千米，位于法国法蘭西島大區瓦兹河谷省，该省份为法国北部内陆省份，北起瓦兹省，西接厄尔省，南至塞纳-圣但尼省、上塞纳省和伊夫林省，东临塞纳-马恩省。
与埃库昂接壤的市镇（或旧市镇、城区）包括：勒梅尼勒欧布里、萨塞勒、维利耶勒贝勒、埃藏维尔、皮斯科、勒普莱西加索、圣布里斯苏福雷。

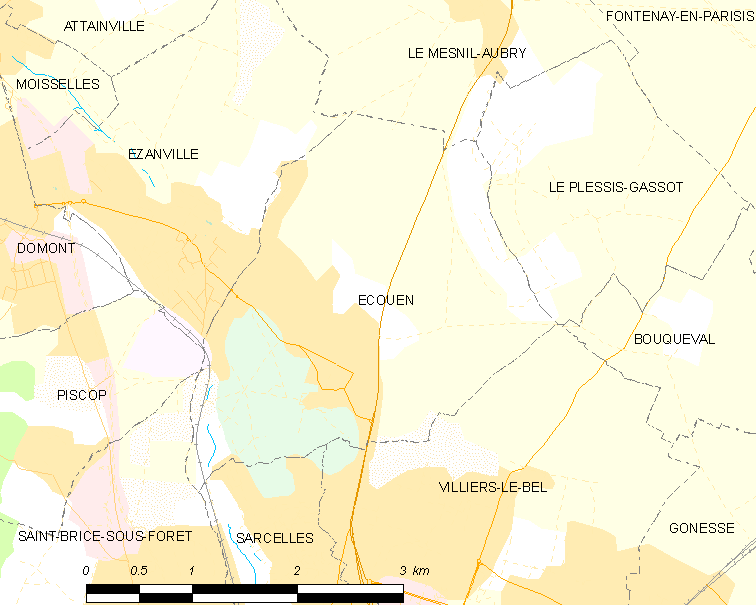
埃库昂的OSM定位图

埃库昂的时区为UTC+01:00、UTC+02:00（夏令时）。

## 行政
埃库昂的邮政编码为95440，INSEE市镇编码为95205。

## 政治
埃库昂所属的省级选区为福斯县。

## 人口

1962-2008年间埃库昂人口变化图示

埃库昂于2022年1月1日时的人口数量为7173人。